# Dirphia lineosa
Dirphia lineosa är en fjärilsart som beskrevs av Walker 1855. Dirphia lineosa ingår i släktet Dirphia och familjen påfågelsspinnare. Inga underarter finns listade i Catalogue of Life.